# SLAC國家加速器實驗室
SLAC國家加速器實驗室（英文：SLAC National Accelerator Laboratory），原名史丹佛直線加速器中心（Stanford Linear Accelerator Center），是美國能源部所屬的國家實驗室，在能源部的方案下由史丹佛大學指揮運作。 实验室的主要研究方向有運用電子束進行基本粒子物理的實驗及理論研究、原子物理、固態物理、使用同步輻射光源的化學、生物以及醫學研究。

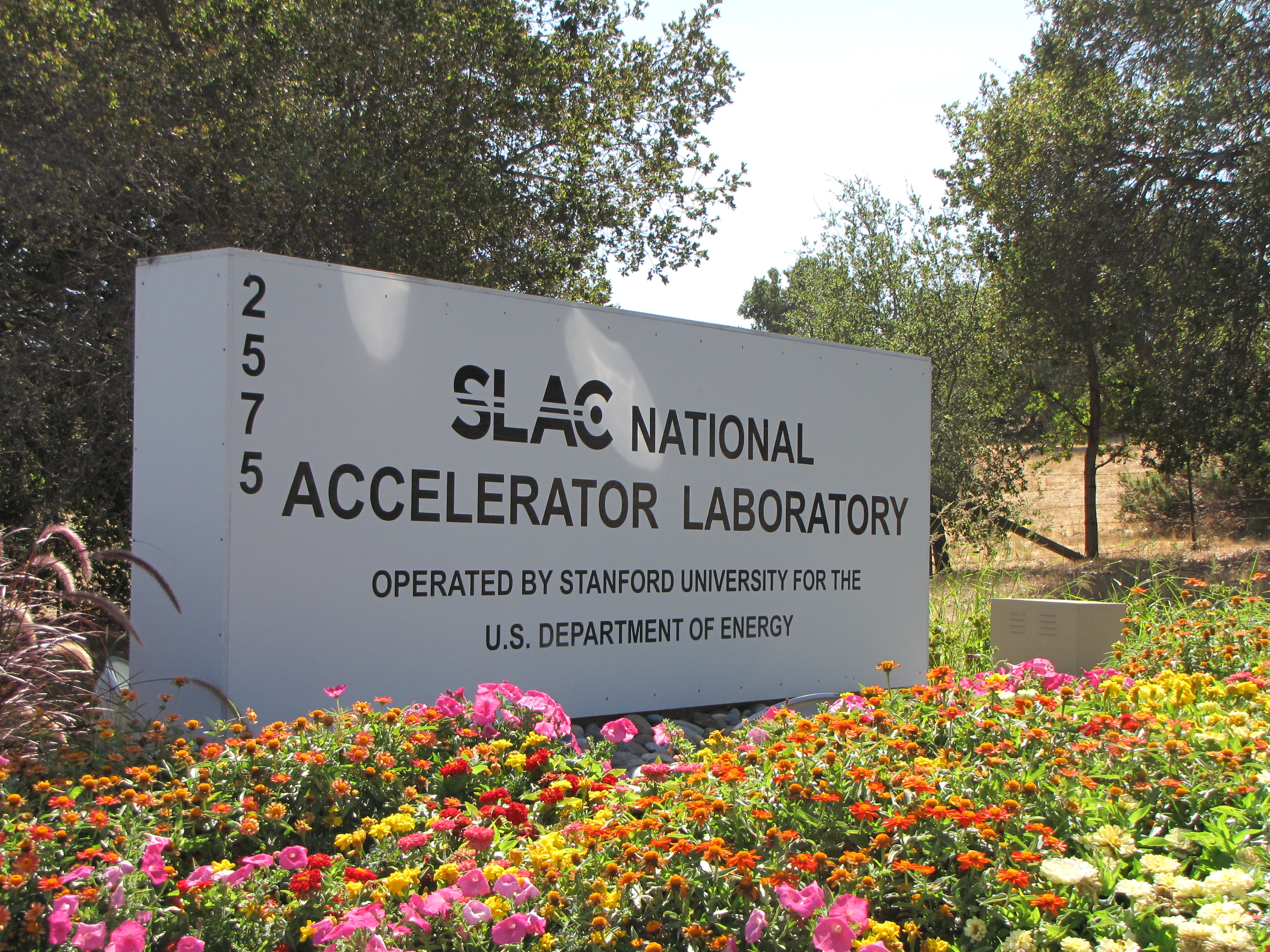
史丹佛大學線性加速器中心入口，门洛公园

## 歷史
斯坦福線性加速器中心成立於1962年，占地426英畝（1.72平方公里），位於斯坦福大學主校區的西邊。主要的加速器長達兩英哩，為當時最長的線性加速器。於1966年首次啟動。在此地進行的研究創造了三個諾貝爾物理獎：
- 1976年魅夸克的存在證據。見J/ψ介子[5]。
- 1990年質子及中子內部的夸克結構[6]。
- 1995年τ子的發現[7]。

在1990年代的前半段，斯坦福線性對撞機運用大型探測器，投入Z玻色子的研究。
2005年時SLAC的員工超過一千人，其中約150人屬於擁有博士學位的物理學家。並且每年提供超過三千名的訪問學者使用粒子加速器進行高能物理實驗，及斯坦福同步輻射實驗室進行同步輻射研究。2006年諾貝爾化學獎的研究便受惠於此.。
在2008年10月，美國能源部宣布中心更名為SLAC國家加速器實驗室。
在2009年4月，SLAC所有的LSLC激光器成功發射出0.15納米波長的同步輻射，作為全球首台HXFEL,其光源亮度比當今第三代同步輻射光源高出一億倍。